# Aleiphaquilon eburneum
Aleiphaquilon eburneum là một loài bọ cánh cứng trong họ Cerambycidae.